# Андійці
Андійці (андії, самоназва Анда, гванал) — народ на заході Дагестану. Історичні аули розташовані на південних відрогах андійського хребта, по лівих притоках Андійського Койсу.
Етнонім по великому аулу Анді (Ботліхський район).
Живуть у селах  Чанк, Анді, Кванхідатлі, Гунха, Ашалі, Гагатлі, Зіло, Муні, Рушуха, Джугут і Ріквані Ботліхського району, в Дзержинськ та Новогагатлі  Хасав'юртівського району і в аулі Бутуш Бабаюртівського району. Спільно з іншими народами також живуть у аулах Аксай, П'ятирічка, Кокрек Хасав'юртівського району. Багато переселенців також живуть в Кизилюртівському, Бабаюртівському, Новолакському, Кизлярському і Тарумівському районах.
Говорять на андійській мові, яка має два діалекти — верхньоандійський і ніжньоандійський. Серед андійців поширена аварська, російська, а серед чоловіків також чеченська мова.
Писемність на основі кирилиці.
Віруючі андійці — мусульмани-суніти (з XIV століття).
На 2002 рік в Росії 21,808 чоловік ідентифікували себе як андійці, з них 21,270 в Дагестані. За деякими оцінками чисельність андійців може перевищувати 30,000 осіб.
Андійці є найбільшим з андійських народів, до яких також відносяться ахвахці, багулали, ботліхці, годоберінці, каратинці, Тиндаль, чамалали.